# Südhessischer Dialekt
Südhessisch bezeichnet eine Gruppe rheinfränkischer Dialekte. Sie gehören zu den Hessischen Mundarten und werden in unterschiedlichen Varianten in und um Frankfurt am Main, Wiesbaden, Mainz, Aschaffenburg und Darmstadt gesprochen.
„Südhessisch“ im Sinne der traditionellen Mundart ist nicht zu verwechseln mit dem Neuhessischen Regiolekt.

## Abgrenzung
Das Odenwälderische wird von der Mundartforschung bereits dem Pfälzischen (Rheinpfälzischen) zugerechnet (Die „fescht/fest-Grenze“ gilt als Trennlinie zwischen Pfälzisch und Hessisch). 
Im Norden verläuft die Grenze traditionell (d. h. zur Zeit der Erhebungen für den Deutschen Sprachatlas) etwa entlang des Mains. Allerdings ist das sogenannte Neuhessisch vor allem in Richtung Norden sehr expansiv und verdrängt die dortigen mittelhessischen Dialekte. Dieser Prozess umfasst einen Raum, der derzeit von der Stadtgrenze Frankfurts bis etwa an die südlichen Grenzen der Landkreise Limburg-Weilburg, Lahn-Dill-Kreis und Gießen reicht. Die mittelhessischen Dialekte sind in diesem Raum noch nicht ganz verschwunden, es dominiert jedoch das sogenannte Neu- oder „RMV“-Hessisch (RMV = Rhein-Main-Verkehrsverbund). Das in Mainz gesprochene Rheinhessisch gehört ebenfalls zu den südhessischen Dialekten, deren Wortschatz im Südhessischen Wörterbuch beschrieben wird.

## Dialekte
- Untermainländisch (bayerisches Unterfranken, z. B. um Aschaffenburg, Obernburg und bis Miltenberg sowie in der westlichen Hälfte des Spessart)
- Riedhessisch (Hessen, im Hessischen Ried)
- Frankfurterisch (in Frankfurt am Main, ehemals eine Sprachinsel im mittelhessischen Dialektraum)

Die Dialekte Wetterauisch, Taunusländisch, Nassauisch und Ost-Westerwäldisch stellen dabei Mischformen mit dem Mittelhessischen dar.
Die Dialekte gehören zum rheinfränkischen Sprachgebiet und grenzen im Süden und Westen an das Pfälzische, im Osten 
an das Ostfränkische und im Norden an das Oberhessische.